# Karmelitinnenkloster Hauenstein

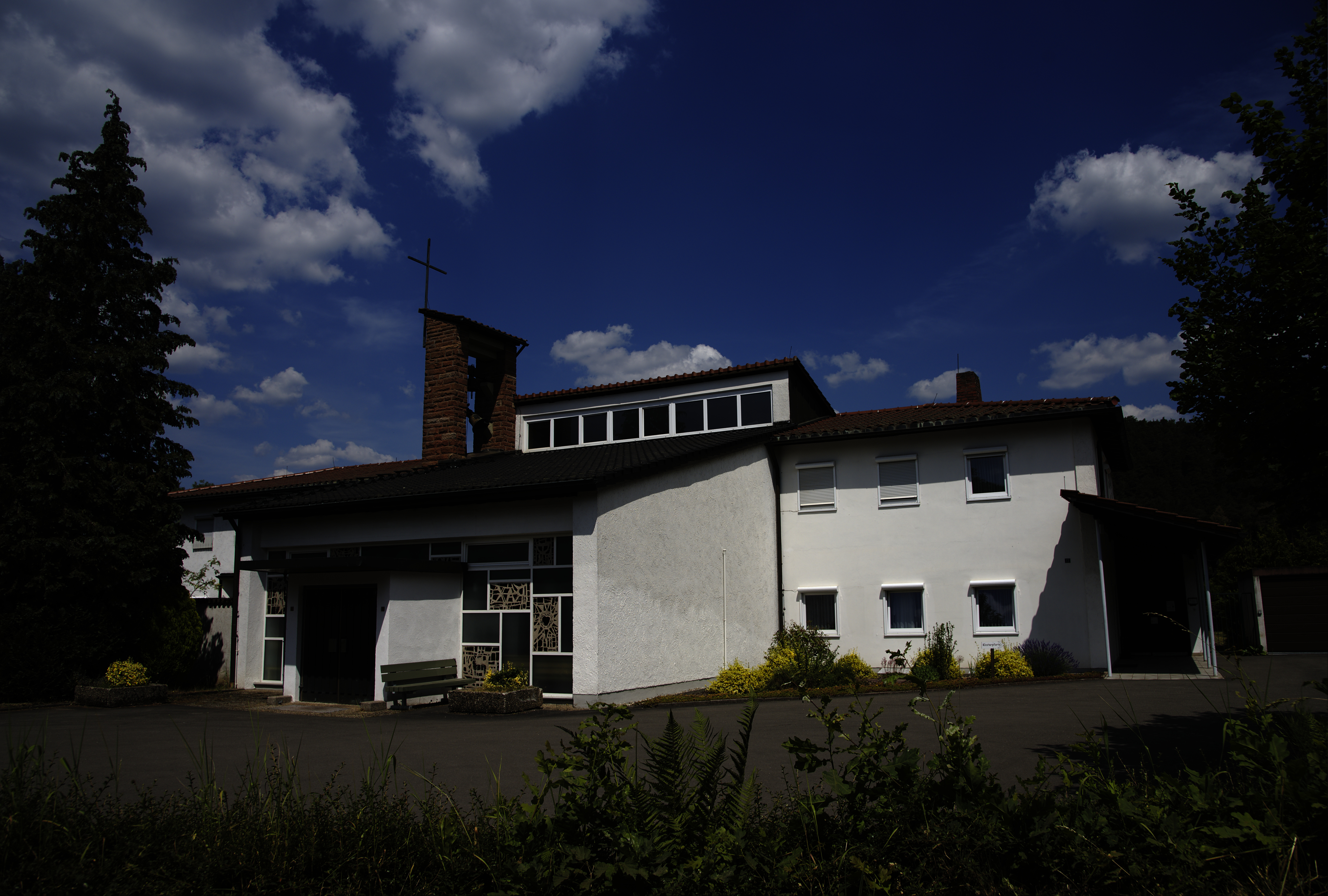
Klosterkirche und Pforte

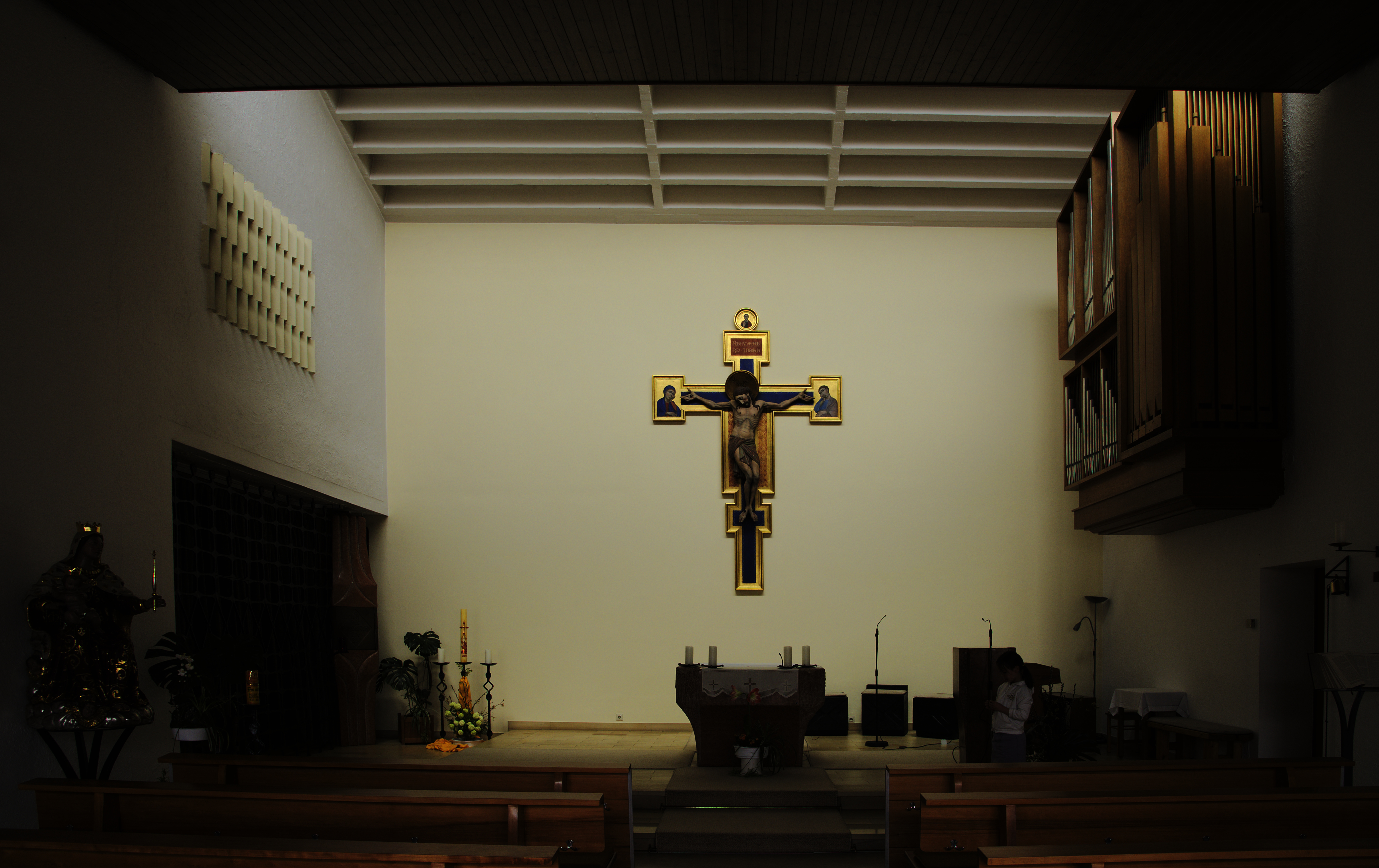
Klosterkirche

Das Karmelitinnenkloster Sankt Josef ist ein ehemaliges Kloster der Unbeschuhten Karmelitinnen in Hauenstein (Pfalz). Die frühere  Klosteranlage liegt östlich des Ortes auf einer Anhöhe am Rande des Friedhofs und in direkter Nachbarschaft zur Katharinenkapelle.

## Geschichte
Der Karmel St. Josef wurde 1958 errichtet und am 26. Oktober des Jahres zogen elf Ordensschwestern in das neu erbaute Kloster. Gegründet wurde das Kloster von Köln aus zunächst 1947 in Königsbach, im Haus der Geschwister Fernekess. Die Initiative zur Gründung eines pfälzischen Karmels ging von der aus Herxheim stammenden Schwester Agnes aus, die im Karmel Maria vom Frieden in Köln Mitschwester von Edith Stein war. Das in Königsbach als Kloster genutzte Bauernhaus war allerdings schon bald zu klein für den wachsenden Konvent, so dass man sich mit dem damaligen Bischof von Speyer Isidor Markus Emanuel auf die Suche nach einem geeigneten Ort für die Klostergemeinschaft begab.
Das vom Architekten Erwin Lenz entworfene Klostergebäude in Hauenstein war nach nur rund sieben Monaten Bauzeit im Oktober 1958 bezugsfertig. 1963 wurde das Klosterareal vergrößert und der neue Klostergarten mit einer Mauer umgeben. 1982 wurde die Klosterkirche umgestaltet: Altar, Chorgitter und Tabernakel wurden von dem Künstlerehepaar Wolfgang und Anna-Maria Kubach-Wilmsen gestaltet, während das große Wandkreuz aus Zirbenholz im Chor von dem Grödener Künstler Helmuth Gebhard Piccolruaz geschnitzt wurde. Schwester Mirjam gestaltete den Kreuzweg. Die Orgel wurde von der Orgelbauer-Werkstatt Johannes Zimnol aus Kaiserslautern erbaut.
Durch zahlreiche Berufungen wuchs der Konvent auf 34 Schwestern im Jahr 1986. Da das Klostergebäude eigentlich nur Platz für 21 Schwestern bot und auch die Ordensregel die Größe einer Klostergemeinschaft auf 21 Schwestern begrenzt, wurde 1986 von Hauenstein aus der Karmel Maria Mutter der Kirche in Speyer errichtet. Als weiteres Tochterkloster wurde von Speyer aus im Jahr 2001 der Karmel Maria Mutter des Erlösers in Wemding gegründet.
Im Oktober 2022 gab der Konvent der Karmelitinnen von St. Josef in Hauenstein bekannt, dass das Kloster im Lauf des Jahres 2023 aufgegeben würde. Die Gemeinschaft bestand damals noch aus sieben Karmelitinnen zwischen 55 und 89 Jahren. Die Priorin, Schwester Elia, stellte fest: „Unser Haus ist sehr groß und stellt große Herausforderungen, denen wir zunehmend weniger gewachsen sind.“ Das Haus sei für eine größere Gemeinschaft konzipiert, „die wir nicht mehr sind.“
Am 9. Juli 2023 verabschiedeten die Pfarrei Hauenstein und das Bistum Speyer mit einem Pontifikalamt mit Bischof Karl-Heinz Wiesemann die Karmelitinnen des Klosters St. Josef. Am 13. Juli 2023 verließen die letzten Schwestern das Kloster und schlossen sich den Karmelitinnenklöstern in Essen, Speyer, Wemding und Ikšķile in Lettland an. Die Klostergemeinschaft war der Bevölkerung der Gemeinde Hauenstein und der Region sehr verbunden und der Weggang der Schwestern stößt bei vielen auf Bedauern.